# دوروثيا بينتون فرانك
دوروثيا بينتون فرانك (بالإنجليزية: Dorothea Benton Frank)‏ (12 سبتمبر 1951 في الولايات المتحدة - 2 سبتمبر 2019)؛ روائية أمريكية.